# Maulin
Maulin är ett berg i republiken Irland.   Det ligger i grevskapet Wicklow och provinsen Leinster, i den östra delen av landet, 20 km söder om huvudstaden Dublin. Toppen på Maulin är 570 meter över havet, eller 73 meter över den omgivande terrängen. Bredden vid basen är 0,84 km. Maulin ingår i Wicklowbergen.
Terrängen runt Maulin är huvudsakligen kuperad.Runt Maulin är det tätbefolkat, med 427 invånare per kvadratkilometer. Närmaste större samhälle är Dublin, 20,0 km norr om Maulin. Trakten runt Maulin består i huvudsak av gräsmarker.